# جبل سكافل بيك
جبل سكافل بيك (بالإنجليزية: Scafell Pike)‏ هو أعلى جبل في إنجلترا وأكثر الجبال شهرة وبروزا فيها ويرتفع 978 مترا فوق سطح البحر، والجبل في الواقع هو بركان غير نشط ويقع جبل سكافل بيك في مدينة كندال الواقعة في مقاطعة كمبريا في شمال غرب إنجلترا.